# Inmigración vasca en Canadá
Aunque los franceses y británicos fueron quienes dejaron una huella más profunda en Canadá también se pueden encontrar huellas del paso de otras colectividades por sus tierras, entre ellas la vasca, pues durante el siglo XVI la ensenada de Chateau Bay en la península del Labrador, sirvió de caladero de balleneros procedentes del País Vasco, de Pasajes, Bermeo, San Juan de Luz o Bayona. Prueba de ello son los restos de anclas de madera y piedra utilizados tradicionalmente en el litoral norte de Terranova y Labrador, prácticamente iguales a las empleadas antiguamente en las costas de Vizcaya y Guipúzcoa. Además en la parte francófona de Canadá el reno es conocido como orignal, derivado del vocablo oreinak con que los vascos conocen a este animal. Además en la provincia de Nueva Escocia se realizan competiciones con grandes y pesadas piedras, aunque allí no las levantan sino que las arrastran una pareja de bueyes ox-pull, de la misma manera que en Euskal Herria con "idi-proba".